# منطقة شهاتربور
شهاتربور رمزها «CT» (بالإنجليزية: Chhatarpur)‏ ، هو تقسيم إداري لدولة الهند تتبع ولاية مدية برديش (بالإنجليزية: Madhya  Pradesh)‏ ، مركزها هو مدينة شهاتربور (بالإنجليزية: Chhatarpur)‏ عدد سكانها حسب تعداد سنة 2001 هو 1,474,633 ، مساحتها 8,687 كم² وكثافة السكان 170 لكل كم² .